# Alberto Sordi
Alberto Sordi (Roma, 15 de junho de 1920 — Roma, 24 de fevereiro de 2003) foi um ator, diretor e roteirista de cinema italiano.

## Biografia
Sordi iniciou na carreira artística aos 19 anos, como dublador do comediante Oliver Hardy (da dupla O Gordo e o Magro). Após, participou de programas de rádio e de algumas peças de teatro, mas foi no cinema que alcançou fama internacional.
Sordi atuou em cerca de 150 filmes ao longo de mais de 60 anos de atividade artística.
Viveu até sua morte em sua magnífica villa em Roma, hoje conhecida como Villa Sordi.

## Filmografia
Como ator (parcial)
- 1937 - Il feroce Saladino (br:)
- 1951 - Totò e i re di Roma (br:)
- 1952 - Lo sceicco bianco (br: Abismo de um sonho)
- 1953 - I vitelloni (br: Os boas-vidas)
- 1954 - Amori di mezzo secolo (br: Amor de meio século)
- 1954 - Tempi nostri (br: Nossos tempos')
- 1954 - Un americano a Roma (br: Um americano em Roma)
- 1955 - Un eroe dei nostri tempi (br: Um herói de nossos tempos)
- 1955 - Lo scapolo (br:)
- 1957 - A Farewell to Arms (br: Adeus às armas)
- 1958 - Racconti d'estate (br: Contos de verão)
- 1959 - La grande guerra (br: A grande guerra)
- 1959 - Venezia, la luna e tu (br:Veneza, a lua e você)
- 1960 - Tutti a casa (br:)
- 1961 - Il giudizio universale (br: O juízo universal)
- 1961 - Una vita difficile (br:)
- 1963 - Il diavolo (br:)
- 1963 - Il boom (br:)
- 1965 - Those Magnificent Men in Their Flying Machines or How I Flew from London to Paris in 25 hours 11 minutes (br: Esses homens maravilhosos e suas máquinas voadoras)
- 1965 - I tre volti (br: As três faces de uma mulher)
- 1966 - Una vita difficile (br: Uma vida difícil)
- 1966 - Le fate (br: As rainhas)
- 1966 - Fumo di Londra (br:)
- 1966 - Scusi, lei è favorevole o contrario? (br:)
- 1967 - Le streghe (br: As bruxas)
- 1967 - Un italiano in America (br:)
- 1968 - Riusciranno i nostri eroi a ritrovare l'amico misteriosamente scomparso in Africa? (br: Perdidos na África)
- 1968 - Il medico della mutua (br:)
- 1969 - Amore mio aiutami (br:)
- Alberto Sordi, 1962.1970 - Le coppie (br: Os casais)

Alberto Sordi, 1962.

- 1971 - Detenuto in attesa di giudizio (br:)
- 1972 - Roma de Fellini (entrevistado, não creditado)
- 1972 - La più bella serata della mia vita (br:)
- 1972 - Lo Scopone scientifico (br: Semeando a ilusão)
- 1973 - Polvere di stelle (br:)
- 1974 - Finché c'è guerra c'è speranza (br:)
- 1976 - Quelle strane occasioni (br:)
- 1976 - Il comune senso del pudore (br: O comum sentido do pudor)
- 1977 - I nuovi mostri (br: Os novos monstros)
- 1977 - Un borghese piccolo piccolo (br:)
- 1978 - Dove vai in vacanza? (br: Onde passaremos as férias?)
- 1980 - Io e Caterina (br:)
- 1982 - In viaggio con papà (br:)
- 1982 - Io so che tu sai che io so (br:)
- 1983 - Il tassinaro (br:)
- 1984 - Tutti dentro (br:)
- 1987 - Un tassinaro a New York (br:)
- 1992 - Assolto per aver commesso il fatto (br:)
- 1994 - Nestore l'ultima corsa (br:)
- 1995 - Romanzo di un giovane povero (br: História de um jovem homem pobre)
- 1998 - Incontri proibiti (br: Encontros proibidos)

Como diretor
- 1966 - Fumo di Londra
- 1966 - Scusi, lei è favorevole o contrario?
- 1967 - Un italiano in America
- 1969 - Amore mio aiutami
- 1970 - Le coppie (segmento La câmera)
- 1973 - Polvere di stelle
- 1974 - Finché c'è guerra c'è speranza
- 1976 - Il comune senso del pudore
- 1978 - Dove vai in vacanza? (segmento Le vacanze intelligenti)
- 1980 - Io e Caterina
- 1982 - In viaggio con papà
- 1982 - Io so che tu sai che io so
- 1983 - Il tassinaro
- 1984 - Tutti dentro
- 1987 - Un tassinaro a New York
- 1992 - Assolto per aver commesso il fatto
- 1994 - Nestore l'ultima corsa
- 1998 - Incontri proibiti

## Prêmios cinematográficos
Festival de Veneza
- 1995: Leão de Ouro pela carreira
- 2001: Prêmio Pietro Bianchi

Festival de Berlim
- 1972: Urso de Prata de melhor ator por Detenuto in attesa di giudizio[3]

Prêmio Globo de Ouro
- 1964: melhor ator em filme comédia ou musical por Il diavolo[4]

Prêmio David di Donatello
- 1960: melhor ator protagonista por La grande guerra
- 1961: melhor ator protagonista por Tutti a casa
- 1961: melhor ator protagonista por Fumo di Londra
- 1969: melhor ator protagonista por Il medico della mutua
- 1972: melhor ator protagonista por Detenuto in attesa di giudizio
- 1973: melhor ator protagonista por Lo Scopone scientifico
- 1977: melhor ator protagonista por Un borghese piccolo piccolo
- 1984: Prêmio Targa especial
- 1990: Prêmio David especial
- 1994: Prêmio David especial pela carreira
- 1999: Prêmio David pela carreira

Prêmio Nastro d'Argento
- 1954: melhor ator protagonista por I vitelloni
- 1956: melhor ator protagonista por Lo scapolo
- 1960: melhor ator protagonista por La grande guerra
- 1977: melhor ator protagonista por Un borghese piccolo piccolo